# Злобин, Леонид Никитич
Леони́д Ники́тич Зло́бин (29 мая 1923, Краснококшайск, Марийская автономная область, РСФСР, СССР — 4 февраля 1997, Москва, Россия) — советский инженер. Заместитель главного конструктора конструкторских бюро «Стрела» (1968—1972) и «Алмаз» (1972—1989) города Москвы. Участник Великой Отечественной войны (1942—1945), участник парада Победы в Москве (1945).

## Биография
Родился 29 мая 1923 года в г. Краснококшайске (ныне — г. Йошкар-Ола).
В октябре 1941 года призван в РККА Краснопресненским райвоенкоматом Москвы. Участник Великой Отечественной войны: старший радист 5-й гвардейской мотоинженерной бригады специального назначения 1-го Прибалтийского фронта, прошёл путь от гвардии сержанта до старшего инженера-лейтенанта. В 1945 году участвовал в параде Победы в Москве. Демобилизовался из армии в октябре 1945 года.
В 1951 году окончил Московский авиационный институт. Работал инженером оборонных предприятий в Москве, в 1968—1972 годах — заместитель главного конструктора Конструкторского бюро «Стрела», в 1972—1989 годах — Конструкторского бюро «Алмаз». Известен как разработчик электронных систем обороны, работал в тесном взаимодействии с Марийским машиностроительным заводом. 
Скончался 4 февраля 1997 года в Москве.

## Награды
- Орден Трудового Красного Знамени (1956, 1975)[1]
- Орден «Знак Почёта» (1962, 1971)[1]
- Орден Отечественной войны II степени (06.04.1985)[1]
- Орден Славы III степени (02.06.1945)[1]
- Орден Красной Звезды (17.05.1945)[1]
- Медаль «За отвагу» (31.12.1943)[1]
- Медаль «За взятие Кёнигсберга»[3]
- Медаль «За победу над Германией в Великой Отечественной войне 1941—1945 гг.» (09.05.1945)[3]
- Медаль «За доблестный труд. В ознаменование 100-летия со дня рождения Владимира Ильича Ленина»